# انکیو (دوره کاماکورا)
انکیو (به ژاپنی: 延慶 Enkyō)؛ نام یک عصر تاریخی ژاپنی بود. این عصر بعد از توکوجی و قبل از اوچو قرار داشت و از اکتبر ۱۳۰۸ تا آوریل ۱۳۱۱ میلادی به طول انجامید. در طی این عصر امپراتور هانازونو امپراتور ژاپن بود.